# Powiat podgórski (Galicja)
Powiat podgórski – dawny powiat kraju koronnego Królestwo Galicji i Lodomerii, istniejący w latach 1896–1918. Siedzibą starostwa w latach 1896–1915 było Podgórze, a od 1 lipca 1915 Kraków (po włączeniu Podgórza do Krakowa).
Powiat podgórski utworzono 15 września 1896 przez wyłączenie z powiatu wielickiego powiatów sądowych Podgórze i Skawina i przekształcenie ich w nowy powiat polityczny. Powołano go do życia postanowieniem cesarza Franciszka Józefa I z 28 września 1895, podanym do wiadomości obwieszczeniem Ministra Spraw Wewnętrznych z 5 sierpnia 1896.
W kolejnych latach pięć gmin powiatu podgórskiego włączono do Krakowa: w 1910 roku – Dębniki i Zakrzówek, w 1911 roku – Ludwinów, w 1912 roku – Płaszów, wreszcie w 1915 roku – samo Podgórze.
Po przejściu pod administrację polską po I wojnie światowej został przekształcony w powiat podgórski w województwie krakowskim.

## Zmiany administracyjne
| Data       | Z powiatu      | Do powiatu    | Obszar (miasta, gminy i obszary dworskie) | Źródło |
| ---------- | -------------- | ------------- | --- | ------ |
| 1896-09-15 | wielicki       | podgórski (n) | Bodzów, Borek Fałęcki, Brzyczyna Dolna, Buków, Chorowice, Dębniki, Gaj, Golkowice, Jugowice, Jurczyce, Kobierzyn, Koło Tynieckie, Konary, Kopanka, Korabniki, Kosocice, Kostrze, Kulerzów, Kurdwanów, Łagiewniki, Libertów, Ludwinów, Lusina, Mogilany, Olszowice, Opatkowice, Piaski Wielkie, Płaszów, Podgórze (M), Prokocim, Pychowice, Radziszów, Rajsko, Rzozów, Samborek, Siarczana Góra, Sidzina, Skawina (M), Skotniki, Soboniowice, Swoszowice, Świątniki Górne, Tyniec, Włosań, Wola Duchacka, Wróblowice, Wrząsowice, Zakrzówek i Zbydniowice                                            | [ 8 ]  |
| 1899-01-01 | wadowicki      | podgórski     | Borek Szlachecki, Facimiech, Gołuchowice, Krzęcin, Ochodza, Polanka-Haller i Zelczyna | [ 9 ]  |
| 1903-06-01 | wadowicki      | podgórski     | Pozowice | [ 10 ] |
| 1910-04-01 | podgórski      | Kraków (gr)   | Dębniki i Zakrzówek (zniesione) | [ 11 ] |
| 1911-04-01 | podgórski      | Kraków (gr)   | Ludwinów (zniesiona) | [ 12 ] |
| 1912-02-01 | podgórski      | Kraków (gr)   | Płaszów (zniesiona) | [ 13 ] |
| 1915-07-01 | podgórski      | Kraków (gr)   | Podgórze (M) (zniesiona) | [ 14 ] |
| 1924-01-01 | podgórski (zn) | krakowski     | Bodzów, Borek Fałęcki, Borek Szlachecki, Brzyczyna Dolna, Buków, Chorowice, Facimiech, Gaj, Golkowice, Gołuchowice, Jugowice, Jurczyce, Kobierzyn, Koło Tynieckie, Konary, Kopanka, Korabniki, Kosocice, Kostrze, Krzęcin, Kulerzów, Kurdwanów, Łagiewniki, Libertów, Lusina, Mogilany, Ochodza, Olszowice, Opatkowice, Piaski Wielkie, Polanka-Haller, Pozowice, Prokocim, Pychowice, Radziszów, Rajsko, Rzozów, Samborek, Siarczana Góra, Sidzina, Skawina (M), Skotniki, Soboniowice, Swoszowice, Świątniki Górne, Tyniec, Włosań, Wola Duchacka, Wróblowice, Wrząsowice, Zbydniowice i Zelczyna | [ 15 ] |

## Starostowie
- Stanisław Bodnar (12 VIII 1896 – 11 IX 1909)
- Stanisław Bodnar (od 1909[16]), starosta powiatowy czortkowski, honorowy obywatel Czortkowa[17]